# Rütgershaus

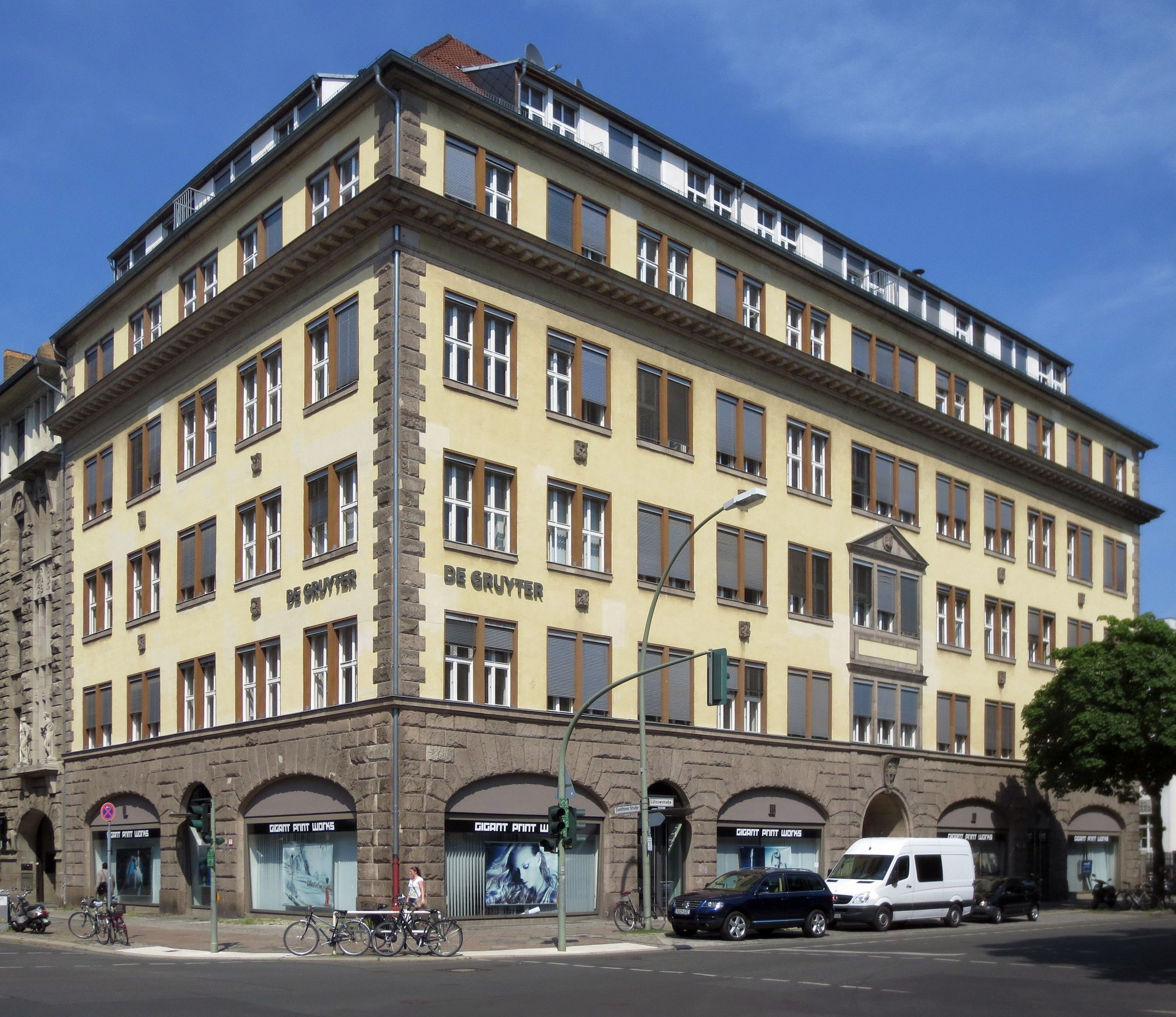
Rütgershaus Berlin-Tiergarten

Das Rütgershaus ist ein Wohn- und Geschäftshaus an der Straßenkreuzung Lützowstraße / Genthiner Straße im Berliner Ortsteil Tiergarten.
Das fünfstöckige Gebäude wurde von 1909 bis 1911 nach Plänen von Hermann Dernburg durch die Held & Francke Bauaktiengesellschaft, Berlin für die Rütgers-Werke errichtet. Der Stahlskelettbau ist mit Granit und gelblichem Sandstein verblendet.

## Nutzung
Am Ende des 20. Jahrhunderts wurde das Gebäude unter anderen genutzt von der Investitionsbank Berlin und dem Verband der Verlage und Buchhandlungen Berlin/Brandenburg e. V. Zu Beginn des 21. Jahrhunderts ist es Sitz des BIOCOM-Verlages sowie des Bioökonomierates.